# Linea Ōarai-Kashima
La linea Ōarai Kashima (大洗鹿島線?, Ōarai Kashima-sen) è una linea ferroviaria regionale non elettrificata a scartamento ridotto della prefettura di Ibaraki che unisce precisamente le stazioni di Mito e di Kōyadai, proseguendo quindi fino alla Kashima-Jingū attraverso la linea Kashima della JR East.

## Servizi
La ferrovia, lunga circa 53 km, è interamente a binario singolo e a trazione termica, e possiede 15 stazioni. Tutti i treni fermano in tutte le stazioni, con una frequenza di circa un treno all'ora.

## Stazioni
| Linea         | Stazione                             | Giapponese                 | Distanza interst. | Distanza totale | Collegamenti                        | Posizione |
| ------------- | ------------------------------------ | -------------------------- | ----------------- | --------------- | ----------------------------------- | --------- |
| Ōarai Kashima | Mito                                 | 水戸                       | -                 | 0.0             | Linea Jōban Linea Suigun Linea Mito | Mito      |
| Ōarai Kashima | Higashi-Mito                         | 東水戸                     | 3.8               | 3.8             |                                     | Mito      |
| Ōarai Kashima | Tsunezumi                            | 常澄                       | 4.5               | 8.3             |                                     | Mito      |
| Ōarai Kashima | Ōarai                                | 大洗                       | 3.3               | 11.6            |                                     | Ōarai     |
| Ōarai Kashima | Hinuma                               | 涸沼                       | 6.4               | 18.0            |                                     | Hokota    |
| Ōarai Kashima | Kashima-Asahi                        | 鹿島旭                     | 4.8               | 22.8            |                                     | Hokota    |
| Ōarai Kashima | Tokushuku                            | 徳宿                       | 3.9               | 26.7            |                                     | Hokota    |
| Ōarai Kashima | Shin-Hokota                          | 新鉾田                     | 4.3               | 31.0            |                                     | Hokota    |
| Ōarai Kashima | Kitaurakohan                         | 北浦湖畔                   | 3.9               | 34.9            |                                     | Hokota    |
| Ōarai Kashima | Taiyō                                | 大洋                       | 4.1               | 39.0            |                                     | Hokota    |
| Ōarai Kashima | Kashimanada                          | 鹿島灘                     | 4.1               | 43.1            |                                     | Kashima   |
| Ōarai Kashima | Kashima-Ōno                          | 鹿島大野                   | 3.0               | 46.1            |                                     | Kashima   |
| Ōarai Kashima | Chōjagahama Shiosai Hamanasu Kōenmae | 長者ヶ浜潮騒はまなす公園前 | 2.3               | 48.4            |                                     | Kashima   |
| Ōarai Kashima | Kōyadai                              | 荒野台                     | 1.7               | 50.1            |                                     | Kashima   |
| Ōarai Kashima | Kashima Soccer Stadium               | 鹿島サッカースタジアム     | 2.9               | 53.0            | Linea Kashima Rinkō                 | Kashima   |
| Linea Kashima | Kashima Soccer Stadium               | 鹿島サッカースタジアム     | 2.9               | 53.0            | Linea Kashima Rinkō                 | Kashima   |
| Kashima-Jingū | 鹿島神宮                             | 3.2                        | -                 | Linea Kashima   |                                     | Kashima   |